# Lee County (Florida)
Lee County is een county in de Amerikaanse staat Florida.
De county heeft een landoppervlakte van 2.081 km² en telt 618.754 inwoners (volkstelling 2010). De hoofdplaats is Fort Myers.